# Magnus Saugstrup
Magnus Saugstrup Jensen, más conocido como Magnus Saugstrup, (Aalborg, 12 de julio de 1996) es un jugador de balonmano danés que juega de pívot en el SC Magdeburg. Es internacional con la selección de balonmano de Dinamarca.
Su primer gran campeonato con la selección fue el Campeonato Europeo de Balonmano Masculino de 2020.

## Palmarés

### Selección nacional
| Juegos Olímpicos   | Juegos Olímpicos             | Juegos Olímpicos  | Juegos Olímpicos |
| Año                | Lugar                        | Medalla           |                  |
| ------------------ | ---------------------------- | ----------------- | ---------------- |
| 2020               | Tokio                        | Medalla de plata  |                  |
| 2024               | París                        | Medalla de oro    |                  |
| Campeonato Mundial |                              |                   |                  |
| Año                | Lugar                        | Medalla           |                  |
| 2021               | Egipto                       | Medalla de oro    |                  |
| 2023               | Polonia y Suecia             | Medalla de oro    |                  |
| 2025               | Croacia, Dinamarca y Noruega | Medalla de oro    |                  |
| Campeonato Europeo |                              |                   |                  |
| Año                | Lugar                        | Medalla           |                  |
| 2022               | Hungría y Eslovaquia         | Medalla de bronce |                  |
| 2024               | Alemania                     | Medalla de plata  |                  |

### Aalborg
- Liga danesa de balonmano (4): 2017, 2019, 2020, 2021
- Copa de Dinamarca de balonmano (1): 2018
- Supercopa de Dinamarca de balonmano (2): 2019, 2020

### Magdeburg
- Liga de Alemania de balonmano (2): 2022, 2024
- Copa de Alemania de balonmano (1): 2024
- Campeonato Mundial de Clubes de Balonmano (3): 2021, 2022, 2023
- Liga de Campeones de la EHF (1): 2023

## Clubes
| Club         | País      | Año         |
| ------------ | --------- | ----------- |
| Aalborg HB   | Dinamarca | 2014 - 2021 |
| SC Magdeburg | Alemania  | 2021 - Act. |